# Monodidymaria canadensis
Monodidymaria canadensis är en svampart som först beskrevs av Ellis & Everh., och fick sitt nu gällande namn av U. Braun 1994. Monodidymaria canadensis ingår i släktet Monodidymaria, divisionen sporsäcksvampar och riket svampar.   Inga underarter finns listade i Catalogue of Life.